# Państwo Birma
Państwo Birma (birm. ဗမာနိုင်ငံတော်) – istniejące w latach 1943–1945 państwo marionetkowe zależne od Japonii, powstałe w ramach Wielkiej Wschodnioazjatyckiej Strefy Wspólnego Dobrobytu na zajętych przez Japończyków terenach Birmy Brytyjskiej. Utworzone z inicjatywy Ba Mawa, który sprawował w nim władzę dyktatorską. Państwo Birma dysponowało własnymi siłami zbrojnymi – Birmańską Armią Narodową dowodzoną przez generała majora Aung Sana. Była ona jednak całkowicie podporządkowana armii japońskiej i prawie nie angażowała się w działania zbrojne.